# 山口県道307号佐々並美東線
山口県道307号佐々並美東線（やまぐちけんどう307ごう ささなみみとうせん）は、山口県萩市から美祢市に至る一般県道である。

## 概要
萩市大字佐々並から美祢市美東町大田に至る

### 路線データ
- 起点：萩市大字佐々並（山口県道309号佐々並町絵美東線交点）
- 終点：美祢市美東町大田（山口県道32号萩秋芳線交点）
- 通行不能区間：萩市大字佐々並 - 美祢市美東町大田

## 歴史
- 1958年（昭和33年）10月1日 - 山口県告示第644号の2により認定される。
- 1972年（昭和47年） - 山口県の県道番号再編により現行の路線番号に変更される。
- 2005年（平成17年）3月6日 - 萩市と阿武郡に属する6町村（須佐町・田万川町・旭村・川上村・福栄村・むつみ村）が対等合併して改めて萩市が発足したことに伴い起点の地名表記が変更される（阿武郡旭村佐々並→萩市佐々並）。
- 2008年（平成20年）3月21日 - 美祢市と美祢郡に属する2町（美東町・秋芳町）が対等合併して新設の美祢市が発足したことに伴い終点の地名表記が変更される（美祢郡美東町大田→美祢市美東町大田）。

## 地理

### 通過する自治体
- 山口県
  - 萩市 - 美祢市

### 交差する道路
| 交差する道路                  | 市町村名 | 交差する場所         | 交差する場所 |
| ----------------------------- | -------- | -------------------- | ------------ |
| 山口県道309号佐々並町絵美東線 | 萩市     | 大字佐々並           | 起点         |
| 通行不能区間                  |          |                      |              |
| 山口県道32号萩秋芳線          | 美祢市   | 美東町大田（おおだ） | 終点         |

### 沿線
- 美東桂岩ふれあいセンター
- 大田川

### 峠
- 桂坂峠（萩市 - 美祢市、自動車通行不能）